# Molen de Oorsprong
Molen nummer 5 van de Wilde Veenen wordt ook De Oorsprong genoemd, omdat deze molen bij het begin van de rivier de Rotte ligt. Het was een poldermolen van het type wipmolen met waarschijnlijk de oudste ondertoren in Nederland. De molen bevindt zich in de Nederlandse plaats Moerkapelle in de gemeente Zuidplas.
De molen had oorspronkelijk een scheprad. Omstreeks 1651 werd de molen voorzien van een vijzel met een diameter van 1,52 m en een spoed van 1,29 m. De molen werd toen een bovenmolen van een tweegang vijzelmolens. De andere vijzelmolen is Molen nummer 6.
Vroeger pompte deze molen het water van de Wilde Veenen in de Rotte, maar na het plaatsen van een gemaal kwam deze molen buiten gebruik te staan. De molen werd in 1926 afgeknot, waarbij het bovenhuis, de wieken en het pompsysteem werden verwijderd. Sindsdien is het een woonhuis.
Molen nummer 5 is de 5e molen van de molen-zevengang vanuit het zuiden gezien.
Wipmolen: Hertogmolen

Afgeknotte molens: Molen nummer 1 · Molen nummer 2 · Molen nummer 3 · Molen nummer 4 · Molen de Oorsprong · Aalsmeerse molen · Molen de Platluis